# 石川暎作
石川 暎作（いしかわ えいさく、1858年6月1日（安政5年4月20日） - 1886年（明治19年）4月27日）は、明治期の大蔵省職員、『東京経済雑誌』編纂者。日本で初めて、アダム・スミスの『国富論』（石川の書名では『富国論』）の全訳出版に着手した。族籍は福島県平民。

## 経歴
陸奥国河沼郡野沢（現・福島県耶麻郡西会津町）の石川市十郎の三子。1873年（明治6年）に横浜の高島学校で英語を学び、1874年（明治7年）には東京に出て慶應義塾に入り、尺振八とも関係を持った（『慶應義塾入社帳第一巻』742頁）。大蔵省に入り、銀行局御用掛となる。のち病のため退官し、田口卯吉が主催する、『東京経済雑誌』の創刊当初より助けてその編集にあたり、社説を起草した。その他、医師の渡部鼎と共に婦人束髮会を組織し、明治女学校設立の功労者となるなど、黎明期日本の教育と文化に大きな足跡を残した。しかし1886年（明治19年）、結核により29歳で早世した。

## 著書
- 『米伊紙幣交換始末』経済雑誌社、1885年

## 訳書
- Henry.G. Bohn著、『泰西政事類典 Political cyclopedia』 24巻、經濟雑誌社、1882年
- アダム・スミス著 『富国論第1巻』 経済学講習会、1884年6月
  - 『富国論第2巻』 1885年5月
  - 『富国論第3巻』 1888年4月
- アダム・スミス著『富国論覧要 上巻』 1885年6月
  - 『富国論覧要 下巻』、1886年12月
- Henry.G. Bohn著、 『泰西政事類典 Political cyclopedia』 1巻～4巻、総目録、經濟雑誌社、1884-1886年